# Municipio de Plato (Iowa)
El municipio de Plato (en inglés: Plato Township) es un municipio ubicado en el condado de Sioux en el estado estadounidense de Iowa. En el año 2010 tenía una población de 505 habitantes y una densidad poblacional de 5,47 personas por km².

## Geografía
El municipio de Plato se encuentra ubicado en las coordenadas 43°7′32″N 96°16′13″O / 43.12556, -96.27028. Según la Oficina del Censo de los Estados Unidos, el municipio tiene una superficie total de 92.38 km², de la cual 92,35 km² corresponden a tierra firme y (0,03 %) 0,03 km² es agua.

## Demografía
Según el censo de 2010, había 505 personas residiendo en el municipio de Plato. La densidad de población era de 5,47 hab./km². De los 505 habitantes, el municipio de Plato estaba compuesto por el 97,43 % blancos, el 0,2 % eran asiáticos, el 1,98 % eran de otras razas y el 0,4 % eran de una mezcla de razas. Del total de la población el 2,57 % eran hispanos o latinos de cualquier raza.